# 小花龙芽草
小花龙芽草（学名：Agrimonia nipponica var. occidentalis）为蔷薇科龙芽草属下的一个变种。产自安徽、浙江、广东、广西、贵州东南部、江西(井冈山、庐山)。老挝北部也有分布。

## 扩展阅读
- 維基物種上的相關：小花龙芽草